# Circunscrição eclesiástica imediatamente sujeita à Santa Sé

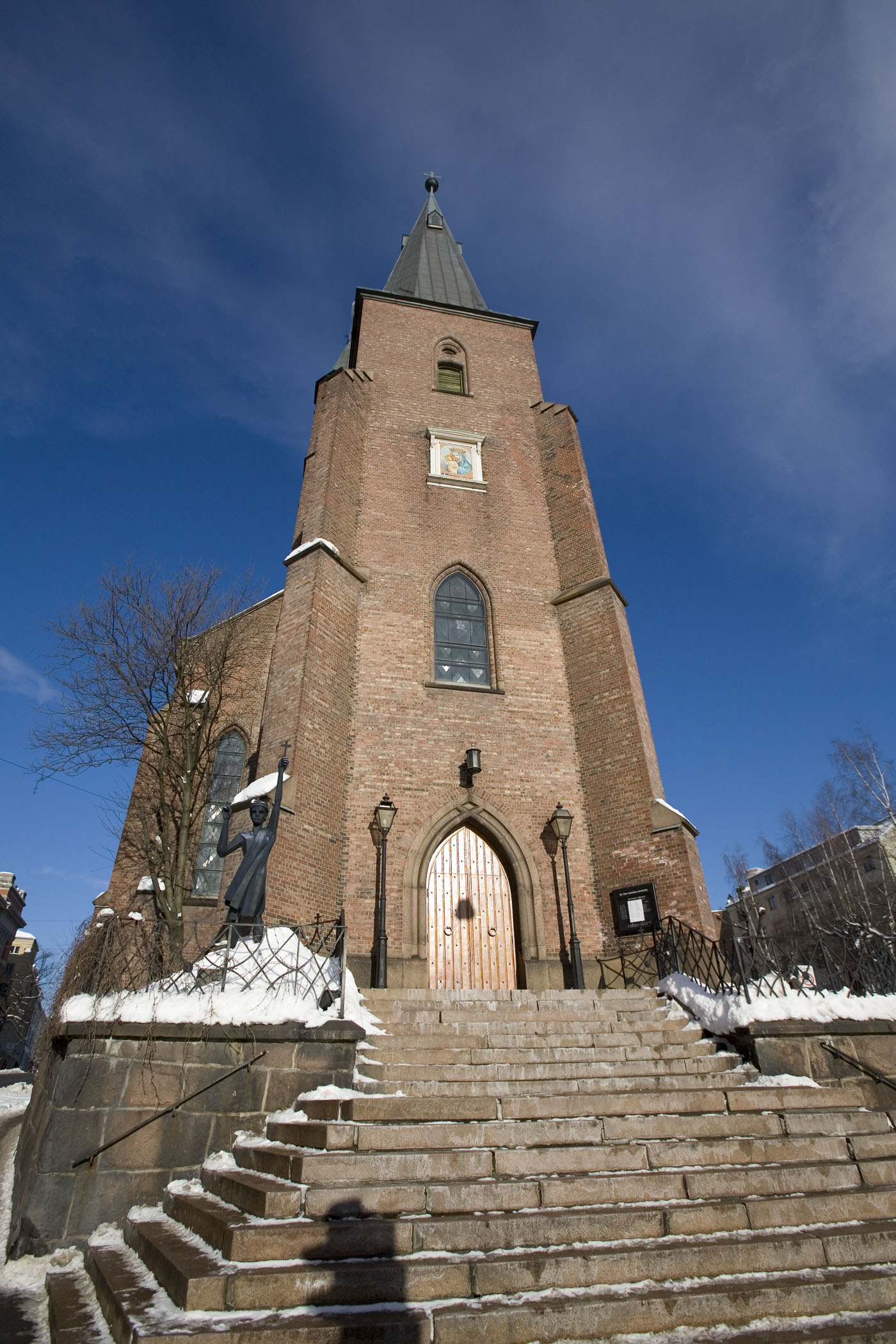
Catedral de Santo Olavo, em Oslo, Noruega. A Diocese de Oslo é um exemplo de circunscrição eclesiástica imediatamente sujeita à Santa Sé.

Na Igreja Católica, uma circunscrição eclesiástica imediatamente sujeita à Santa Sé (em latim: Dioecesis Sedi Apostolicae immediate subiecta) é uma jurisdição (servindo como exemplo uma arquidiocese, diocese, prelatura ou vicariato) que está sob a autoridade direta da Santa Sé, sem uma arquidiocese metropolitana acima de sua hierarquia. 
As áreas de missão em particular respondem imediatamente à Santa Sé, sob a dependência do [[Dicastério . Uma forma especial de circunscrição eclesiástica imediatamente sujeita é o ordinariato militar. Isso diz respeito à atividades pastorais para as forças armadas, notadamente em tempos de guerra. Quase todos os países têm um ordinário militar, com um capelão em seu comando.
Normalmente, mas nem sempre, uma diocese é parte de uma província eclesiástica liderada por um arcebispo metropolita. Quando uma diocese não pertence a nenhuma província eclesiástica, ela está imediatamente sujeita à Santa Sé. Antigamente, usava-se o termo "diocese isenta" para designar esse tipo de diocese. 

## Fonte
- Decreto de Ereção da Administração Apostólica Animarum Bonum. Administração Apostólica de São João Maria Vianney. Acesso em 19 fev. 2018.